# Coleophora strigosella
Coleophora strigosella é uma espécie de mariposa do gênero Coleophora pertencente à família Coleophoridae.